# Stanisław Rymar (prawnik)
Stanisław Tadeusz Rymar (ur. 19 maja 1941 w Krakowie) – polski prawnik, adwokat, w latach 2001–2007 prezes Naczelnej Rady Adwokackiej, były wiceprzewodniczący Trybunału Stanu, sędzia Trybunału Konstytucyjnego w stanie spoczynku.

## Życiorys
Urodził się w rodzinie z tradycjami prawniczymi. Adwokatami byli jego dziadek Stanisław oraz ojciec, prawnikiem została także jego matka.
Stanisław Rymar w 1963 ukończył studia prawnicze na Uniwersytecie Jagiellońskim. W 1966 zdał egzamin sędziowski, a trzy lata później egzamin adwokacki. W latach 70. był pracownikiem Federacji Socjalistycznych Związków Młodzieży Polskiej, a w 1975 wstąpił również do Ochotniczej Rezerwy Milicji Obywatelskiej.
W 1986 wszedł w skład Naczelnej Rady Adwokackiej, której stał się aktywnym działaczem. W latach 1989–1992 był jej sekretarzem, następnie od 1995 do 1998 wiceprezesem, zaś od 2001 do 2007 pełnił funkcję prezesa NRA. 14 listopada 2007 Sejm wybrał go na wiceprzewodniczącego Trybunału Stanu. Został zgłoszony na to stanowisko przez Platformę Obywatelską. Równocześnie nadal prowadził praktykę adwokacką, m.in. w ramach Kancelarii Rymar i Wspólnicy z siedzibą w Warszawie, w której objął stanowisko kluczowego partnera.
26 listopada 2010 został wybrany na sędziego Trybunału Konstytucyjnego, był kandydatem zgłoszonym przez Platformy Obywatelskiej. 3 grudnia 2010 złożył ślubowanie, rozpoczynając dziewięcioletnią kadencję. W styczniu 2017 prokurator generalny Zbigniew Ziobro skierował do TK wniosek kwestionujący zgodność z Konstytucją RP uchwały o wyborze Stanisława Rymara oraz Marka Zubika i Piotra Tulei. Trybunał Konstytucyjny nie rozpoznał wniosku do końca kadencji Stanisława Rymara, która zakończyła się 3 grudnia 2019.

## Odznaczenia
Odznaczony Krzyżem Oficerskim Orderu Odrodzenia Polski (2003) oraz Wielką Odznaką Adwokatura Zasłużonym.